# 청송민속박물관
청송민속박물관은 경상북도 청송군에 있는 박물관이다.

## 연혁
- 1999년 6월 21일 개관

## 관람 안내
관람 시간
- 하절기(3월∼10월) 09:00∼18:00
- 동절기(11월∼2월) 09:00∼17:00
- 관람소요기간: 약 1시간

휴관일
- 법정공휴일 다음날, 1월 1일, 설연휴, 추석연휴